# Divinatio

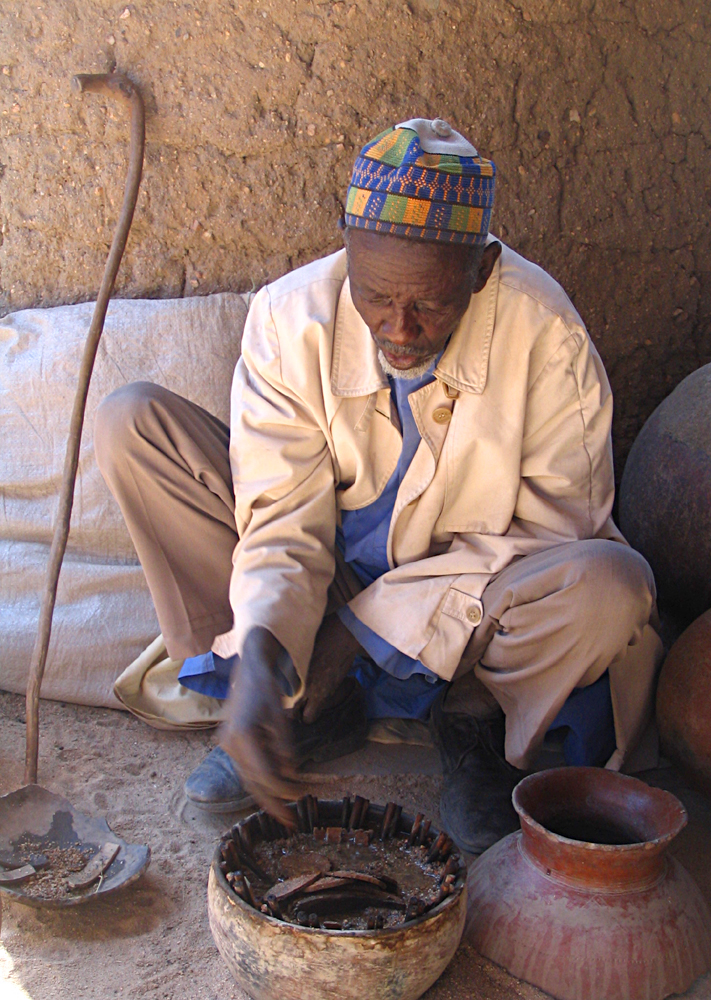
Deze man in Kameroen voorspelt de toekomst aan de hand van de veranderingen in positie van verschillende objecten veroorzaakt door een zoetwaterkrab.

Divinatio is, volgens Cicero (De Divinat. I 1.), een voorgevoel en een kennis van toekomstige dingen; of, volgens Chrysippus (Cic.,  De Divinat. II 63.), een macht in de mens die voorziet en die tekens uitlegt die de goden hem geven en de voorspeller moet daarom de houding van de goden tegenover de mensen, het uitlokken van hun voortekens en met welke middelen dat deze tekens zullen worden verkregen kennen. Volgens deze laatstgenoemde definitie is de betekenis van het Latijnse woord divinatio enger dan dat van het Griekse mantikê, in zoverre dat het laatstgenoemde eender welk, zowel natuurlijke als kunstmatige, manier waarop de besluiten van de goden kunnen worden ontsluierd betekent; dat wil zeggen, de zieners en orakels, waar de wens van de goden wordt onthuld door inspiratie, evenals divinatio in de betekenis die Chrysippus eraan gaf. In het ene is de mens het passieve communicatiemiddel waardoor de god de toekomst openbaart; terwijl in het andere, de mens het ontdekt door zijn eigen vaardigheid of ervaring, zonder enig aanspraak te doen op inspiratie.